# Isachne puberula
Isachne puberula är en gräsart som beskrevs av Norman Loftus Bor. Isachne puberula ingår i släktet Isachne och familjen gräs. Inga underarter finns listade i Catalogue of Life.